# Volksschauspieler
Ein Volksschauspieler ist ein Fernseh- oder Bühnen-Akteur, der vorwiegend in Produktionen mit ausgeprägtem Lokalkolorit auftritt. Durch die Darstellung eines bestimmten Rollentypus rufen Volksschauspieler beim Publikum häufig einen Wiedererkennungseffekt hervor.

## Definition
Die Rollen eines Volksschauspielers müssen nicht zwingend komisch sein, häufig ist auch der Dialekt oder nur die Eigenart des gespielten Charakters prägend („Original“). Die im Jahr 2005 verstorbene Schauspielerin Erni Singerl beschrieb den Begriff des Volksschauspielers einmal als einen „Darsteller, der nicht spielen muss, sondern bei dem die Handlung aus dem Bauch heraus kommt“.
Kritische Stimmen (teilweise auch von innerhalb der Schauspielzunft) bemängeln allerdings, dass Volksschauspieler oftmals auf ihren angestammten Rollentypus reduziert bleiben, wenig Bandbreite in der Gestaltung von Figuren zeigen und als volkstümliche Lokalmatadore auch vor trivialen Stücken und Serienangeboten nicht zurückschrecken.
Dies schließt aber nicht aus, dass auch Volksschauspieler über ein hohes formelles wie tatsächliches Ausbildungsniveau verfügen können und ernste Rollen auf der Bühne und im Film übernehmen.
Nicht immer treten Volksschauspieler in Rollen und Stücken auf, die an ihre Heimatregion gebunden sind.

## Norddeutsche Volksschauspieler
Hans Albers; Magda Bäumken; Rudolf Beiswanger; Edgar Bessen; Rolf Bohnsack; Peter Heinrich Brix; Walther Bullerdiek; Aline Bußmann; Uwe Dallmeier; Renate Delfs; Jan Fedder; Helga Feddersen; Ernst Grabbe; Carl Hinrichs; Ursula Hinrichs; Fritz Hollenbeck; Heidi Kabel; Heini Kaufeld; Herma Koehn; Karl-Heinz Kreienbaum; Heinrich Kunst; Hans Langmaack; Heinz Lanker; Günter Lüdke; Otto Lüthje; Hans Mahler; Heidi Mahler; Ulla Mahrt; Ludwig Meybert; Eri Neumann; Georg Pahl; Jürgen Pooch; Gertrud Prey; Erna Raupach-Petersen; Heinz Reincke; Werner Riepel; Jens Scheiblich; Jochen Schenck; Walter Scherau; Hilde Sicks; Günther Siegmund; Christa Siems; Hartwig Sievers; Hanno Thurau; Uta Stammer; Henry Vahl; Carl Voscherau; Christa Wehling; Gisela Wessel

### Fernsehserien mit norddeutschen Volksschauspielern (Auswahl)
- Ohnsorg-Theater, Fernsehaufzeichnungen der Bühnenstücke, seit 1954, mit wechselnder Besetzung
- Heimatgeschichten, seit 1994, u. a. mit Heinz Reincke, Inge Meysel, Jan Fedder, Peter-Heinrich Brix
- Großstadtrevier, seit 1986, u. a. mit Jan Fedder, Peter-Heinrich Brix, Edgar Bessen
- Der Landarzt, seit 1986, u. a. mit Heinz Reincke
- Neues aus Büttenwarder, seit 1997, u. a. mit Jan Fedder, Peter-Heinrich Brix

## Berliner Volksschauspieler
Harald Juhnke; Wolfgang Gruner; Helga Hahnemann; Edith Hancke; Inge Meysel; Brigitte Mira; Brigitte Grothum; Günter Pfitzmann; Gerd E. Schäfer; Anita Kupsch; Jürgen Hilbrecht; Horst Pinnow; Klaus Sonnenschein

### Fernsehserien mit Berliner Volksschauspielern (Auswahl)
- Am grünen Strand der Spree, 1960 – (mit Günter Pfitzmann)
- Drei Damen vom Grill, 1977–1991 – (mit Brigitte Mira, Brigitte Grothum, Günter Pfitzmann und Harald Juhnke)
- Berliner Weiße mit Schuß, 1984 – (mit Günter Pfitzmann, Edith Hancke und Brigitte Mira)
- Praxis Bülowbogen, 1987–1996 – (mit Günter Pfitzmann, Anita Kupsch)

## Volksschauspieler aus Köln und dem Rheinland
Trude Herr; Ernst Hilbich; Walter Hoor; Jupp Hussels; Lotti Krekel; Lucy Millowitsch; Peter Millowitsch; Peter Wilhelm Millowitsch; Willy Millowitsch; Franz Schneider; Elsa Scholten; Barbie Steinhaus; Samy Orfgen

### Fernsehserien mit rheinischen Volksschauspielern (Auswahl)
- Millowitsch-Theater, Fernsehaufzeichnungen der Bühnenstücke, seit 1953, mit wechselnder Besetzung, zuletzt in Wiederholungen
- Theater im Vringsveedel, seit 1977, mit Trude Herr in der Hauptrolle, zuletzt in Wiederholungen
- Die Anrheiner
- Kommissar Klefisch, mit Willi Millowitsch in der Titelrolle, von 1990 bis 1996

## Volksschauspieler aus dem Ruhrgebiet
Hansa Czypionka; Götz George; Diether Krebs; Peter Lohmeyer; Jochen Nickel; Ralf Richter; Claude-Oliver Rudolph; Tana Schanzara; Willi Thomczyk

### Fernsehserien, die im Ruhrgebiet spielen (Auswahl)
- Ein Herz und eine Seele, 1973–1976, seither in zahlreichen Wiederholungen (mit Diether Krebs)
- Rote Erde, von 1983 (Staffel 1), bzw. 1990 (Staffel 2) (mit Claude-Oliver Rudolph, Ralf Richter und Hansa Czypionka)
- Schimanski, zunächst Tatort-Kommissar (1981–1991) und später eigenständige Serie (1997–2013) (mit Götz George)
- Matterns Revier, 2015–2016 (mit Hansa Czypionka)
- Der letzte Bulle, 2010–2014

### Filme
- Unna-Trilogie, 1999–2006 (mit Ralf Richter, Willi Thomczyk und Diether Krebs)
- Radio Heimat, 2016 (mit Peter Lohmeyer, Ralf Richter und Willi Thomczyk)
- Das Wunder von Bern, 2004 (mit Peter Lohmeyer)
- Manta Manta und Manta – Der Film, beide 1991

## Ostdeutsche Volksschauspieler
Erwin Geschonneck; Helga Göring; Rolf Herricht; Rolf Hoppe; Herbert Köfer; Agnes Kraus; Horst Krause; Peter Sodann; Jürgen Hart; Tom Pauls; Hans-Joachim Preil; Wolfgang Stumph

## Hessische Volksschauspieler
Liesel Christ, Wolf Schmidt, Günter Strack, Erich Walther, Lia Wöhr

### Fernsehserien mit hessischen Volksschauspielern
- Die Hesselbachs, 1960–1967
- Hessische Geschichten, 1986

## Schwäbische Volksschauspieler
Albin Braig; Karlheinz Hartmann; Oscar Heiler; Ilse Künkele; Willy Reichert; Walter Schultheiß; Willy Seiler; Max Strecker; Werner Veidt; Trudel Wulle; Dieter Eppler; Dietz-Werner Steck

### Fernsehserien mit schwäbischen Volksschauspielern
- Schwäbische Geschichten, 1963–1966
- Ich denke oft an Krottenbrunn, 1982
- Hannes und der Bürgermeister, 1985–2023
- Oh Gott, Herr Pfarrer, 1988
- Der König von Bärenbach, 1992

## Bayerische und Münchner Volksschauspieler
Einen wichtigen Stellenwert nehmen die bayerischen Volksschauspieler (nicht zu verwechseln mit Volkssängern bzw. Komikern wie Karl Valentin oder Kabarettisten wie Gerhard Polt) ein, die über Bayerns Grenzen hinaus durch Filme und vor allem durch zahlreiche Fernsehserien bekannt wurden. Dabei ist zu berücksichtigen, dass manche als bayerische Volksschauspieler bekannt gewordene Darsteller eigentlich Österreicher sind und umgekehrt; generell gibt es hier einen gewissen Austausch auch in Filmproduktionen. Dies hat den Hintergrund, dass die austrobavarischen Dialekte sich stark nahestehen.
Ein Wegbereiter der ersten Generation war der Schauspieler und Regisseur Joe Stöckel, der mit seinem Freund Beppo Brem als erster volkstümliche Bühnenstücke für Kino und Fernsehen bearbeitete. Schließlich entwickelte sich die seit 1959 vom Bayerischen Rundfunk ausgestrahlte Reihe Komödienstadel, in der für das Fernsehen aufgezeichnete Lustspiele gezeigt wurden, zu einem Dauerbrenner beim Publikum. Hier wurden die zuvor auf lokalen Bühnen erprobten Darsteller einem breiteren Zuschauerkreis bekannt. Meilensteine waren Ende der 1960er Jahre Königlich Bayerisches Amtsgericht und 1974 die mehrfach preisgekrönten Münchner Geschichten, die die bundesweite Beliebtheit der bayerischen Mentalität immens förderten. Es folgten Fernsehserien wie Polizeiinspektion 1, Monaco Franze – Der ewige Stenz oder auch Meister Eder und sein Pumuckl, die bis Ende der 1980er Jahre erfolgreich produziert wurden.
Ab den 1990er-Jahren starb die alte Garde der bayerischen Volksschauspieler langsam aus. Darsteller wie Ottfried Fischer, Jörg Hube und Christine Neubauer traten in ihre Fußstapfen, konnten aber die Münchner Szene nur teilweise wiederbeleben. Die Medienlandschaft hatte sich gewandelt und die Fernsehsender setzten zunehmend auf gesamtdeutsche Produktionen ohne Mundart und Lokalkolorit. Im Jahr 2004 wagte der Bayerische Rundfunk mit der Polizeiserie München 7 einen Neuanfang.
Einige bayerische Volksschauspieler:
Heide Ackermann; Helmut Alimonta; Gerd Anthoff; Werner Asam; Elise Aulinger; Carl Baierl; Markus Baumeister; Monika Baumgartner; Hans Baur; Gustl Bayrhammer; Toni Berger; Christa Berndl; Edmund Bierling; Christiane Blumhoff; Paula Braend; Beppo Brem; Hans Brenner; Katharina de Bruyn; Hans Clarin; Rolf Castell; Ernst Cohen; Ruth Drexel; Alexander Duda; Ossi Eckmüller; Georg Einerdinger; Gundi Ellert; Anton Feichtner; Helmut Fischer; Ottfried Fischer; Gerd Fitz; Hans Fitz; Veronika Fitz; Mona Freiberg; Winfried Frey; Franz Fröhlich; Enzi Fuchs; Andreas Giebel; Hermann Giefer; Maxl Graf; Uschi Glas; Erich Hallhuber junior; Willy Harlander; Bernd Helfrich; Jörg Hube; Liesl Karlstadt; Amsi Kern; Luise Kinseher; Hansi Kraus; Horst Kummeth; Michl Lang; Kathi Leitner; Michael Lerchenberg; Marianne Lindner; Gerhart Lippert; Margot Mahler; Thekla Mayhoff; Rosl Mayr; Franz Muxeneder; Karl Obermayr; Christine Neubauer; Ilse Neubauer; Traudl Oberhorner; Elfie Pertramer; Rolf Pinegger; Alfred Pongratz; Veronika von Quast; Marianne Rappenglück; Peter Rappenglück; Werner Rom; Sepp Schauer; Ludwig Schmid-Wildy; Gisela Schneeberger; Hans Schuler; Willy Schultes; Walter Sedlmayr; Maria Singer; Erni Singerl; Hans Stadlbauer; Maria Stadler; Hans Stadtmüller; Gerda Steiner; Peter Steiner; Fred Stillkrauth; Joe Stöckel; Franziska Stömmer; Fritz Straßner; Hans Terofal; Josef Thalmaier; Udo Thomer; Karl Tischlinger; Karl Valentin; Georg Vogelsang; Erna Waßmer; Elmar Wepper; Fritz Wepper; Peter Weiß; Sandra White; Wastl Witt; Ludwig Wühr; Werner Zeussel

### Fernsehserien mit bayerischen Volksschauspielern (Auswahl)
- Komödienstadel, seit 1959 – (mit wechselnder Besetzung)
- Funkstreife Isar 12, 1961–1963 – (mit Karl Tischlinger, Wilmut Borell und Fritz Straßner)
- Die seltsamen Methoden des Franz Josef Wanninger, 1965–1970 und 1978–1982 – (mit Beppo Brem, Maxl Graf und Fritz Straßner)
- Königlich Bayerisches Amtsgericht, 1969–1971 – (mit Hans Baur, Georg Blädel und wechselnder Besetzung)
- Tatort – München, 1971–1987 – (mit Gustl Bayrhammer, Helmut Fischer und Willy Harlander)
- Münchner Geschichten, 1974 – (mit Günther Maria Halmer, Therese Giehse, Karl Obermayr und Fritz Straßner)
- Polizeiinspektion 1, 1977–1988 – (mit Walter Sedlmayr, Elmar Wepper und Max Grießer)
- Sachrang, 1978 – (mit Gerhart Lippert, Silvia Janisch, Oswald Fuchs, Gustl Bayrhammer, Franziska Stömmer, Fred Stillkrauth, Willy Harlander, Fritz Straßner)
- Der Millionenbauer, 1979 und 1986/1987 – (mit Walter Sedlmayr und Veronika Fitz)
- Familie Meier, 1981–1983 – (mit Karl Obermayr und Marianne Lindner)
- Meister Eder und sein Pumuckl, 1982–1989 – (mit Gustl Bayrhammer, Hans Clarin (Stimme), Willy Harlander, Toni Berger und Erni Singerl)
- Monaco Franze – Der ewige Stenz, 1983 – (mit Helmut Fischer, Karl Obermayr und Erni Singerl)
- Unsere schönsten Jahre, 1983–1985 – (mit Elmar Wepper und Uschi Glas)
- Die Wiesingers, 1984, 1988 – (mit Hans-Reimhard Müller, Gaby Dohm, Werner Stocker, Irene Clarin, Ulrich Gebauer, Elmar Wepper, Miroslav Nemec, u. v. m.)
- Kir Royal, 1986 – (mit Franz Xaver Kroetz und Erni Singerl)
- Irgendwie und Sowieso, 1986 – (mit Ottfried Fischer, Elmar Wepper und Toni Berger)
- Zur Freiheit, 1986 – (mit Ruth Drexel und Toni Berger)
- Die Hausmeisterin, 1987–1992 – (mit Veronika Fitz und Helmut Fischer)
- Der Schwammerlkönig, 1988 – (mit Wolfgang Fierek und Walter Sedlmayr)
- Löwengrube, 1987–1991 – (mit Jörg Hube und Christine Neubauer)
- Café Meineid, 1990–2003 – (mit Erich Hallhuber, Thekla Mayhoff und wechselnder Besetzung)
- Rußige Zeiten, 1993 – (mit Saskia Vester und Michael Lerchenberg)
- Geschichten aus dem Nachbarhaus, 1999/2000/2001, (mit Erich Hallhuber, Maria Singer, Gerd Anthoff und Jörg Hube)
- Zum Stanglwirt, 1993–1997 (mit Peter Steiner, Gerda Steiner, Peter Steiner jun., Winfried Frey, Erna Waßmer u. v. a.)
- München 7, seit 2004 – (mit Andreas Giebel, Florian Karlheim, Luise Kinseher und Winfried Frey)
- Der Kaiser von Schexing, seit 2008

### Filme
- Das Bohrloch oder Bayern ist nicht Texas, 1966 – (mit Gustl Bayrhammer, Fritz Straßner, Ludwig Schmid-Wildy, Hans Stadtmüller und Willy Schultes)
- Die Lokalbahn, 1972 – (mit Gustl Bayrhammer, Maria Singer, Hans Baur und Michl Lang)
- Der Brandner Kaspar und das ewig’ Leben, 1975 – (mit Fritz Straßner, Toni Berger, Erni Singerl und Ludwig Schmid-Wildy)
- Der Ruepp, 1979 – (mit Karl Obermayr, Michael Lerchenberg, Werner Rom und Toni Berger)
- Die Rumplhanni, 1981 – (mit Monika Baumgartner, Maria Stadler und Karl Obermayr)
- Hochzeit, 1985 – (mit Gundi Ellert, Franziska Stömmer, Werner Asam, Veronika Fitz und Christiane Blumhoff)
- Hölleisengretl, 1995 – (mit Martina Gedeck, Michael Lerchenberg, Hubert von Goisern und Heide Ackermann)
- Einmal leben, 1999 – (mit Kathi Leitner, Elmar Wepper, Werner Rom und Erich Hallhuber)
- Wer früher stirbt ist länger tot, 2005 – (mit Markus Krojer, Hans Schuler und Sepp Schauer)
- Grenzverkehr, 2005 – (mit Andreas Buntscheck, Joseph M’Barek, Ferdinand Schmidt-Modrow, Johann Schuler und Saskia Vester)
- Beste Zeit, 2007 – (mit Anna Maria Sturm, Rosalie Thomass, Johanna Bittenbinder, Andreas Giebel, Ferdinand Schmidt-Modrow, Volker Bruch, Stefan Murr, Bettina Redlich u. a.)

## Österreichische Volksschauspieler
Gabriel Barylli; Wolfgang Böck; Alfred Böhm; Franz Buchrieser; Rudolf Carl; Alfred Dorfer; Roland Düringer; Stefan Fleming; Herbert Fux; Josef Griesser; Max Grießer; Otto Grünmandl; Josef Hader; Andrea Händler; Hans Holt; Paul Hörbiger; Götz Kauffmann; Inge Konradi; Lotte Lang; Paul Löwinger; Karl Markovics; Josef Meinrad; Marianne Mendt; Karl Merkatz; Tobias Moretti; Hans Moser; Fritz Muliar; Michael Niavarani; Elfriede Ott; Gunther Philipp; Helmut Qualtinger; Bettina Redlich; Lukas Resetarits; Annie Rosar; Otto Schenk; Kurt Sowinetz; Christian Spatzek; Erwin Steinhauer; Julia Stemberger; Curth Anatol Tichy; Andreas Vitásek; Kurt Weinzierl; Gusti Wolf; Bibiana Zeller

### Fernsehserien mit österreichischen Volksschauspielern (Auswahl)
- Familie Leitner, 100 Folgen in den 1950er und 1960er Jahren – (mit Alfred Böhm, Gertraud Jesserer, Peter Weck, Rudolf Carl und vielen anderen)
- Ein echter Wiener geht nicht unter, 1975–1979 – (mit Karl Merkatz und Erika Deutinger)
- Kottan, 1976–1983 – (mit Franz Buchrieser, Lukas Resetarits, Kurt Weinzierl, Walter Davy, Curth Anatol Tichy und Gusti Wolf)
- Die liebe Familie, 1980–1993 (mit Franz Stoß, Hilde Krahl, Elfriede Ott, Heinz Marecek, Guido Wieland, Ernst Meister und anderen)
- Mozart und Meisel, 1987 – (mit Götz Kauffmann, Andreas Vitásek und Julia Stemberger)
- Kaisermühlen-Blues, 1992–1999 – (mit Marianne Mendt, Wolfgang Böck, Roland Düringer und Götz Kauffmann)
- MA 2412, 1998–2003 – (mit Alfred Dorfer, Roland Düringer, Monica Weinzettl und Karl Markovics)
- Inspektor Simon Polt-Reihe 2000–2003 – (mit Erwin Steinhauer und Monica Bleibtreu)
- Trautmann seit 2000 – (mit Wolfgang Böck, Monica Weinzettl und anderen)
- Dolce Vita & Co, 2001 – (mit Michael Niavarani, Kurt Sobotka, Götz Kauffmann und Marianne Mendt)

## Schweizer Volksschauspieler
Quirin Agrippi, Elsie Attenhofer; Rudolf Bernhard; Leopold Biberti; Peter Brogle; Paul Bühlmann; Zarli Carigiet; Eva Früh Langraf; Anneliese Egger; Inigo Gallo; Hans Gaugler; Voli Geiler; Trudi Gerster; Stephanie Glaser; Mathias Gnädinger; Jürg Grau; Heinrich Gretler; Max Haufler; Marianne Hediger; Emil Hegetschweiler; Josy Holsten; Edi Huber; Ruth Jecklin; Max Knapp; Hedda Koppé; Adolf Manz; Marianne Matti; Bella Neri; Margrit Rainer; Alfred Rasser; Walter Roderer; Ursula Schaeppi; Fredy Scheim; Alfred Schlageter; Hannes Schmidhauser; Jörg Schneider; Elisabeth Schnell; Birgit Steinegger; Anuk Steffen; Schaggi Streuli; Fred Tanner; Ines Torelli; Erich Vock; Ruedi Walter; Ellen Widmann

### Fernsehserien mit Schweizer Volksschauspielern (Auswahl)
- Die sechs Kummerbuben, 1968 – (mit Franz Matter, Linda Geiser, Urs Hofmann, Jürg Dreier, Beat Schenk, Heinz Hiltbrunner, Ueli Hager, Urs Welsch, Margrit Rainer, Ruedi Walter, Peter Markus, Anneliese Egger, Daniel Ruch, Fritz Nydegger, Ines Torelli, Gertrud Demenga, Margrit Baumgartner, Christine Baumgartner, Ellen Widmann, Werner Balmer, Werner Hausmann, Uli Eichenberger, Ettore Cella, Fred Tanner und Hedda Koppé)
- Motel, 1984 – (mit Silvia Jost, Dani Levy, Jörg Schneider, Stephanie Glaser, Franz Matter und Peter Freiburghaus)
- Fascht e Familie, 1994–1999 – (mit Trudi Roth, Walter Andreas Müller, Martin Schenkel, Hanna Scheuring, Andreas Matti, Sandra Moser und Beat Marti)
- Mannezimmer, 1997–2001 – (mit Kamil Krejčí, Philippe Roussel, Bettina Dieterle, Edward Piccin und Maja Stolle)
- Lüthi und Blanc, 1999–2006 – (mit Hans Heinz Moser, Linda Geiser und Mathias Gnädinger)
- Fertig lustig, 2000–2002 – (mit Urs Bosshardt, Regula Imboden, Anna Gemsch, Erich Vock und Caroline Rasser)
- Bürgerbüro, 2002 – (mit Beat Marti, Christoph Sommer, Stephanie Japp, Sibylle Courvoisier, Gina Durler, Trudi Roth und Anton Ponrajah)
- Schöni Uussichte, 2005–2007 – (mit Martina Schütze, Leonardo Nigro, Pia Hänggi, Anouschka Renzi und Martin Schick)
- Tag und Nacht, 2008–2009 – (mit Helmut Förnbacher, Sabina Schneebeli, Leonardo Nigro, Andreas Matti, Heidi Maria Glössner, Gregory B. Waldis, Suly Röthlisberger, Sarah Bühlmann, Martin Klaus, Lisa Brühlmann, Stéphanie Berger, Jennifer Mulinde-Schmid, Max Rüdlinger und Peter Holliger)
- Der Bestatter, 2013–2019  – (mit Mike Müller, Barbara Terpoorten, Reto Stalder, Suly Röthlisberger und Samuel Streiff)
- Wilder, seit 2017–2022 – (mit Sarah Spale, Andreas Matti und Marcus Signer)
- Frieden, 2020 – (mit Annina Walt, Max Hubacher, Dimitri Stapfer, Therese Affolter, Sylvie Rohrer, Urs Bosshardt, Stefan Kurt)
- Neumatt, 2021 – (mit Julian Koechlin, Sophie Hutter, Rachel Braunschweig, Jérôme Humm, Roeland Wiesnekker, Miriam Maertens, Benito Bause, Anouk Petri, Nicola Perot, Judith Hofmann, Roland Bonjour und Marlise Fischer)
- Tschugger, 2021 – (mit Dragan Vujic, Anna Rossinelli, Cedric Schild, Stefan Perceval, Laurent Chevrier, Annalena Miano, Arséne Junior Page, Olivier Imboden, Clelia Fux und Gabriel Oldham)